# 萍水街駅
萍水街駅（へいすいがいえき）は、中華人民共和国浙江省杭州市拱墅区萍水街と塘萍路の交差点に位置する杭州地下鉄5号線の駅である。

## 歴史
工事時の仮駅名は「益楽路駅」であった。
- 2017年4月12日：着工[2]。
- 2019年6月24日：開業[3]。

## 駅構造
島式ホーム1面2線を有する地下駅。

### のりば

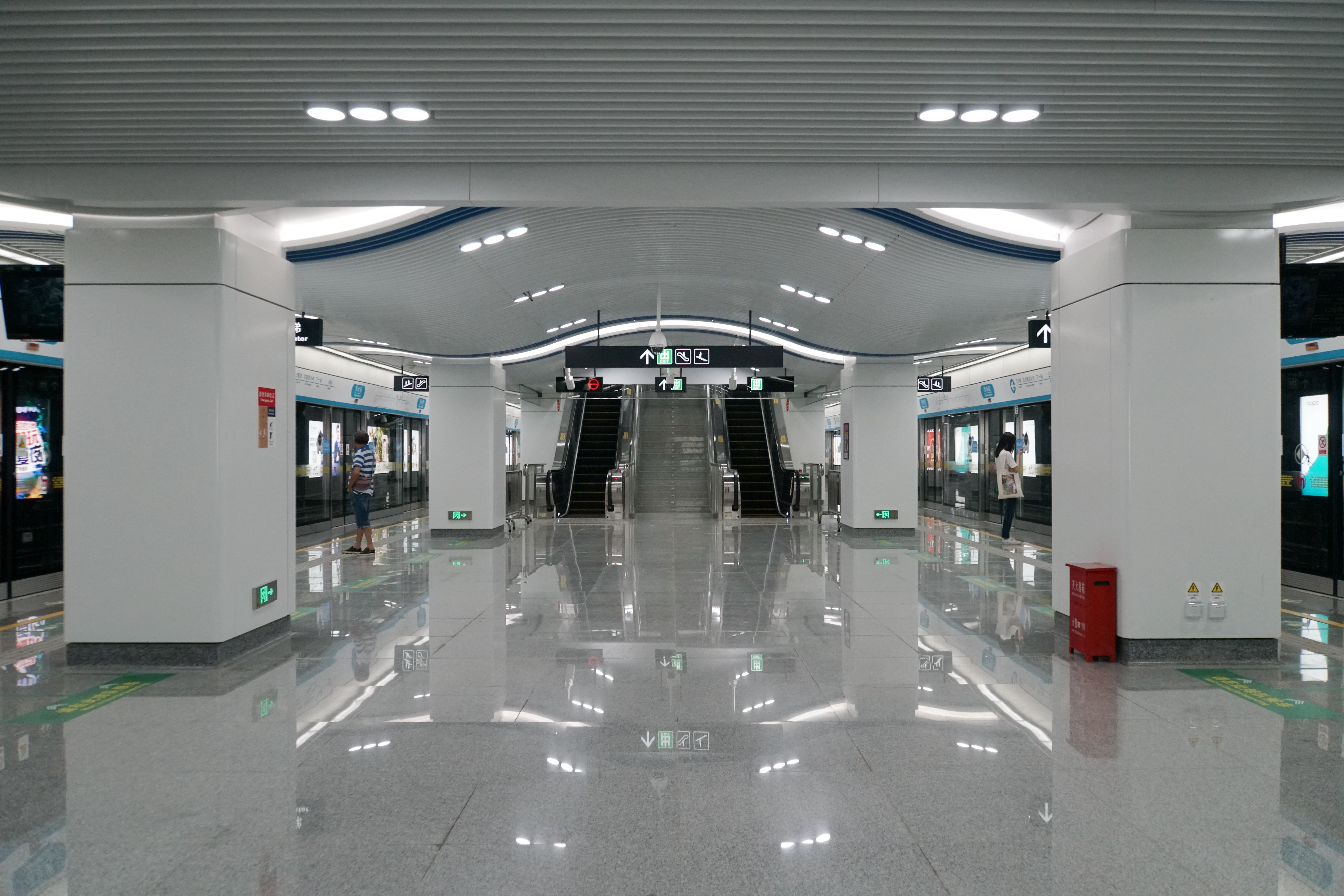
ホーム

案内上ののりば番号は設定されていない。
| 路線    | 方向 | 行先                       |
| ------- | ---- | -------------------------- |
| ■ 5号線 | 下り | 南湖東方面                 |
| ■ 5号線 | 上り | 城站・火車南站・姑娘橋方面 |

（出典：杭港地下鉄:内部空间示意图）

## 駅周辺
- 浜江・万家花城
- 欣盛・東方福邸
- 方家花苑
- 太合商業中心 - C出入口直結
- 崇安盛世中心
- 御峰ビル
- 新武林商業中心
  - 浙江大学医学院附属口腔医院浙江省口腔医院城西分院
- 上尚庭
- 阮家居
- 養雲静舎
- 萊徳紳華府

## 隣の駅
杭州地下鉄
■ 5号線
三壩駅 - 萍水街駅 - 和睦駅